# Krasowiec
Krasowiec – wieś w Polsce położona w województwie lubuskim, w powiecie gorzowskim, w gminie Deszczno.
W latach 1954–1972 wieś należała i była siedzibą władz gromady Krasowiec. W latach 1975–1998 miejscowość administracyjnie należała do województwa gorzowskiego.
We wsi był przystanek kolejowy Krasowiec.
Wieś połączona jest z Gorzowem WIelkopolskim linią MZK.